# 이스타디우 D. 아폰수 엔히크스
이스타디우 D. 아폰수 엔히크스(포르투갈어: Estádio D. Afonso Henriques)는 포르투갈 기마랑이스에 위치한 축구 경기장으로, 비토리아 SC의 홈구장으로 사용되고 있으며 30,165명을 수용할 수 있다. 2003년 7월 25일 개장했으며 UEFA 유로 2004, 2019년 UEFA 네이션스리그 결선 토너먼트 경기장으로 선정되었다. 경기장 이름은 포르투갈의 초대 국왕인 아폰수 1세에서 유래된 이름이다.